# Mistrovství světa v atletice 1976
Mistrovství světa v atletice 1976 byl sportovní závod v chůzi na 50 kilometrů, který se uskutečnil 18. září 1976 v Malmö.
Důvodem konání bylo rozhodnutí o vypuštění závodu na 50 kilometrů chůze z programu letních olympijských her v roce 1976.
V Malmö se konal závod pouze v této chodecké disciplíně. Z obdobného důvodu se konalo mistrovství světa v běhu na 400 a 3000 metrů překážek žen o čtyři roky později. První oficiální mistrovství světa v atletice, kde byly na programu všechny disciplíny, se konalo v roce 1983 v Helsinkách.
V chodeckém světovém šampionátu startovalo celkem 42 závodníků z 20 zemí, závod dokončilo 37, čtyři startující ze závodu odstoupili, jeden byl diskvalifikován. Trať závodu vedla ulicemi města, start a cíl byl na místním stadionu. Historicky prvním mistrem světa v atletice se stal sovětský závodník Venjamin Soldatěnko v čase 3:54.40.